# إيمان بنسون
إيمان بنسون (بالإنجليزية: Iman Benson)‏ (مواليد 25 يونيو 2000) ممثلة أمريكية من أتلانتا،جورجيا. عرفت بأدوارها في مسلسلات العم باك وأليكسا وكاتي، وبلاكاف الذي عرض على شبكة نتفلكس.

## فيلموغرافيا
| عام             | اسم          | وظيفة       | ملاحظات                                     |
| --------------- | ------------ | ----------- | ------------------------------------------- |
| 2016            | العم باك     | تيا راسل    | 8 حلقات                                     |
| 2018            | المحطة 19    | دالاس       | الحلقة: "احتواء اللهب"                      |
| 2018-2019       | بدلة         | جوي ويليامز | الحلقات: "التعكير بالطين" و "طواحين الهواء" |
| 2018-2020       | اليكسا وكاتي | ريغان       | دور متكرر ، 22 حلقة                         |
| 2020 – حتى الآن | بلاك كاف     | دريا باريس  | دور أساسي                                   |

## روابط خارجية
- إيمان بنسون على موقع IMDb (الإنجليزية)
- إيمان بنسون على موقع ميتاكريتيك (الإنجليزية)
- إيمان بنسون على موقع روتن توميتوز (الإنجليزية)
- إيمان بنسون على موقع قاعدة بيانات الفيلم (الإنجليزية)
- إيمان بنسون في قاعدة بيانات الأفلام على الإنترنت